# Polivți, Ciortkiv
Polivți (în ucraineană Полівці) este o comună în raionul Ciortkiv, regiunea Ternopil, Ucraina, formată numai din satul de reședință.

## Demografie
Componența lingvistică a comunei Polivți
     Ucraineană (99%)
     Alte limbi (1%)
Conform recensământului din 2001, majoritatea populației comunei Polivți era vorbitoare de ucraineană (99%), existând în minoritate și vorbitori de alte limbi.